# Eino Railio
Johan Einar Railio, detto Eino (11 giugno 1886 – 3 febbraio 1970), è stato un ginnasta finlandese.

## Palmarès

### Olimpiadi
- Bronzo a Londra 1908 nel concorso a squadre.